# Jarmila Urbánková (herečka)
Jarmila Urbánková, rozená Slámová, křtěná Marie Karla (26. října 1892 Praha – 21. července 1979 Brno) byla česká herečka.

## Život
Jarmila Urbánková se narodila v Praze do rodiny krejčího Jana Urbánka a jeho ženy Františky Kučerové.
Herecké vzdělání získala u Otilie Sklenářové-Malé. Působila především v činohře Národního divadla v Brně. V Brně si vzala herce Karla Urbánka, jejich dcera Miloslava Urbánková byl též herečka.
V roce 1962 byla jmenována národní umělkyní.